# Joy on Earth
Joy on Earth är ett album från 1999 av Kommuniteten i Taizé. Albumet spelades in hos kommuniteten i Taizé under samma år. Albumet är uteslutande på engelska och latin.

## Låtlista
1. Laudate Dominum
2. Wait for the Lord
3. Alleluia 17 (med psaltaren 26)
4. Läsning (Joh 15:9-11)
5. We adore you, Lord Jesus Christ (Adoramus te O Christe)
6. Kyrie eleison 17
7. There can be no greater love (Grande est ta bonté)
8. Bön (broder Roger)
9. Heavens sing with gladness (Jubilate cœli)
10. Stay with me (Bleibet hier)
11. Kyrie eleison - Christe eleison
12. Glory to God in the highest (Gloria Deo)
13. Apostles Creed (Credo)
14. Holy, Holy, Holy (Sanctus Dominus Deus)
15. Dying you destroyed our death (Memorial acclamation)
16. Our Father
17. Agnus Dei – dona nobis pacem (Grant us peace, Lord)
18. Jesus the Lord is risen (Surrexit)
19. Where there is charity (Ubi Caritas Deus ibi est)
20. Veni Sancte Spiritus
21. Our soul is waiting (Notre âme attend le Seigneur)
22. This is the day (Psallite Deo)
23. Let your servant now go in peace (Nunc dimittis)